# Điện Hòn Chén
Điện Hòn Chén hay Huệ Nam Điện tọa lạc trên núi Ngọc Trản, phường Long Hồ, quận Phú Xuân, thành phố Huế. Núi Ngọc Trản xưa có tên là Hương Uyển Sơn, sau mới đổi tên là Ngọc Trản (có nghĩa là chén ngọc), dân gian vẫn quen gọi là Hòn Chén vì nó có liên quan đến giai thoại về vua Minh Mạng đánh rơi chén ngọc.

## Giai thống
Trong quần thể di tích cố đô Huế, có lẽ điện Hòn Chén gắn với nhiều giai thoại nhất. Dân gian còn lưu truyền rằng điện Hòn Chén xưa có tên là Hoàn Chén với ý nghĩa "trả lại chén ngọc", vì vua Minh Mạng trong một lần lên đây đã đánh rơi một chén ngọc xuống dòng sông Hương, tưởng không cách gì lấy lại được thì bỗng nhiên một con rùa to bằng chiếc chiếu nổi lên ngậm chén ngọc trả lại cho nhà vua. Song, trong các văn bằng sắc phong chính thức của các vua Nguyễn, thì ngôi điện vẫn xuất hiện với tên chính thức "Ngọc Trản Sơn Từ" (đền thờ ở núi Ngọc Trản). Đến thời Đồng Khánh (1886-1888), ngôi điện mới được đổi tên là Huệ Nam Điện (ý là mang lại ân huệ cho vua nước Nam) và cũng gắn với nhiều giai thoại khác nữa. Qua bao nhiêu năm tháng gắn với bao truyền thuyết, dân gian vẫn gọi điện là Điện Hòn Chén hay Điện Hoàn Chén đều đúng.

## Đặc điểm
Điện Hòn Chén là nơi ngày xưa người Chàm thờ nữ thần PoNagar, sau đó người Việt theo Thiên Tiên Thánh Giáo tiếp tục thờ bà với danh xưng là Thánh Mẫu Thiên Y A Na.
Điện Hòn Chén nguyên là ngôi đền thờ nữ thần PoNagar (Nữ Thần Mẹ xứ sở) của người Chăm. Theo truyền thuyết dân gian Chăm, nữ thần PoNagar là con của Ngọc hoàng Thượng đế được sai xuống trần gian, bà có công lao tạo ra trái đất và các loại gỗ trầm, lúa gạo. Hương mộc và kỳ nam là thứ gỗ tượng trưng cho sự linh hiển của Nữ thần. Bà còn làm tỏa hương gạo ngọt ngào, cổ vũ dân trồng cây bồ đề.
Tiếp nhận từ người Chăm một di tích tôn giáo độc đáo như điện Hòn Chén, người Việt dễ dàng dung hợp được cả một tín ngưỡng thần linh mang sắc thái riêng của người Chăm. Có lẽ vị Nữ thần của dân tộc Chăm xét trên bình diện tâm linh có nét tương đồng với các Nữ thần của người Việt. Đây được xem là sự hòa nhập về tôn giáo hay còn gọi là  bản địa hóa . Để ký âm cho danh từ PoNagar bằng Hán văn, các Nho sĩ ngày xưa đã phải tạo ra một âm hưởng hao hao và mang một ý nghĩa tương đương nhất định bằng bốn chữ Hán: Thiên Y A Na. Tên gọi  Thiên Y A Na  là tên gọi của người Việt hay còn gọi là mẹ Xứ Sở theo tín ngưỡng của các vùng khác như Nha Trang - Khánh Hòa, v..v..
Từ năm 1954, Liễu Hạnh Công Chúa, tức là Vân Hương Thánh Mẫu cũng được đưa vào thờ ở đây. Ngoài ra, tại điện Hòn Chén, người ta còn thờ Phật, thờ Thánh Quan Công và hơn 100 vị thần thánh khác thuộc vào hàng đồ đệ của các thánh thần nói trên. Vua Đồng Khánh cũng là một trong những đồ đệ ấy. Điện Hòn Chén được vua Minh Mạng cho tu sửa và mở rộng vào tháng 3/1832. Sau đó hai năm, đền lại được trùng tu. Như vậy, xét về mặt tín ngưỡng, điện Hòn Chén bối cục thờ không theo nguyên tắc, mà phối thờ nhiều tín ngưỡng khác nhau.

## Lịch sử
Từ năm 1883 đến năm 1885, vì gặp một giai đoạn éo le của lịch sử triều Nguyễn, vua Đồng Khánh chờ đợi mãi vẫn chưa được lên nối ngôi cha nuôi là vua Tự Đức. Ông nhờ mẹ là bà Kiên Thái Vương lên đền Ngọc Trản cầu đảo và hỏi Thánh Mẫu Thiên Y A Na xem mình có làm vua được không. Mẫu cho biết ông sẽ toại nguyện.
Bởi vậy, sau khi tức vị, năm 1886, vua Đồng Khánh liền cho xây lại đền này một cách khang trang, làm thêm nhiều đồ tự khí để thờ, và đổi tên ngôi đền là Huệ Nam Điện để tỏ lòng biết ơn Thánh Mẫu. Huệ Nam nghĩa là ban ân huệ cho nước Nam, vua Nam. Có một điều kỳ lạ, chính vua Đồng Khánh đưa cuộc lễ hằng năm tại đây vào hàng quốc lễ và tự nhận mình là đồ đệ của Thánh Mẫu, mặc dù nhà vua chỉ gọi thánh mẫu bằng "Chị". Theo nguyên tắc xưa, ông vua nào cũng đứng trên các thánh thần trong cả nước, nhưng ở đây vua Đồng Khánh lại hạ mình xuống làm "em" của Mẫu. Hiện nay trong đền vẫn còn thờ vài bức tranh ảnh của chính nhà vua được treo ở đây.

## Mô tả
Ngày nay, điện Hòn Chén được nhiều người biết đến không phải vì đó là một di tích tôn giáo cho bằng đó là một di tích kiến trúc phong cảnh. Công trình kiến trúc tôn giáo ấy đã được người xưa lồng vào trong một cảnh thơ mộng hữu tình của núi sông xứ Huế.
Có một dãy núi thấp ăn từ chân Trường Sơn chạy về phía đồng bằng của Huế, bị một đoạn của sông Hương chặn đầu tả ngạn. Cả dãy núi như bị dồn ép nguồn sinh lực ở đây, tạo thành một ngọn núi có vẻ biệt lập, cây cối mọc xanh um, đứng cheo leo bên bờ vực thẳm, đó là chỗ sâu nhất của sông Hương. Người xưa đã chọn hòn núi Ngọc Trản ấy để dựng đền thờ.
Trên đỉnh núi có một chỗ đất trũng xuống, đường kính vài mét, chung quanh có vòng đá dựng như bờ giếng, hễ gặp mưa thì nước đọng lại trông như cái chén đựng nước trong. Cho nên từ xa xưa, hòn núi được đặt tên Ngọc Trản (núi Chén Ngọc) và dân gian gọi là Hòn Chén.
Trong một tờ thần sắc ban cho đền năm 1886, vua Đồng Khánh đã ví toàn cảnh thiên nhiên ở đó như hình thế một con sư tử đang nằm thò đầu xuống sông uống nước.
Khoảng 10 công trình kiến trúc xinh xắn của ngôi đền đều nằm ở lưng chừng sườn đông nam thoai thoải của ngọn núi, ẩn mình dưới bóng râm của một khóm rừng cổ thụ tán lá xum xuê. Những hệ thống bậc cấp chạy từ đền cao xuống tận bến nước trong xanh. Mặt sông phẳng lặng như gương, được dùng cho toàn cảnh thiên nhiên và kiến trúc nghiêng mình soi bóng. Dù thuyền cập bến, đứng nhìn lên, khách dễ tưởng mình đang lạc vào chốn thần tiên.
Mặt bằng kiến trúc của toàn bộ ngôi đền không rộng, gồm điện thờ chính là Minh Kính Đài nằm ở giữa, mặt hướng ra sông; bên phải là Nhà Quan Cư, Trinh Cát Viện, Chùa Thánh; bên trái là Dinh Ngũ Vị Thánh Bà; bàn thờ Các Quan, động thờ ông Hạ Ban (tức ông Hổ - con cọp),Am Ngoại Cảnh. Dưới bờ sông, cuối đường bên trái là Am Thủy Phủ. Trên mặt bằng kiến trúc ấy, còn có một số bệ thờ và am nhỏ khác nằm rải rác đó đây, như Am Cô Ngọc Lan, Am Trung Thiên...
Minh Kính Đài được xây dựng năm 1886 dưới thời vua Đồng Khánh với mặt bằng 15mx17m, nó được chia làm 3 cung (theo thứ tự từ cao xuống thấp và từ sau đến trước căn cứ vào chức năng thờ phụng). 
- Minh Kính Cao Đài Đệ Nhất Cung, còn gọi là Thượng Cung hay Thượng Điện, chia làm 2 tầng. Tầng trên thờ Thánh Mẫu Thiên Y A Na, Thánh mẫu Vân Hương, ảnh vua Đồng Khánh và một số thần thánh cao cấp khác trong tôn giáo; tầng dưới dùng làm chỗ tiếp khách và nơi ở của người thủ từ...
- Minh Kính Trung Đài Đệ Nhị Cung, còn gọi là Cung Hội Đồng, giữa xây bệ thờ cao và lớn, cung này thờ hàng chục tượng thần thánh khác nhau, có cả tượng Phật nữa, và dùng làm nơi thiết trí các đồ thờ dùng để rước sắc trong những dịp lễ lớn: Võng Cung Nghinh Mẫu, Phụng Liễn, Long Đình.
- Minh Kính Tiểu Đài Đệ Tam Cung, còn gọi là Tiền Điện - nơi có xây một hương án lớn, hai bên đặt trống chuông, là chỗ cử hành tế lễ. Nơi đứng cúng lạy của khách hành hương còn được nới rộng thêm bằng một mái hiên và cái sân ở mặt trước tòa nhà.

Trên bờ nóc quyết của Minh Kính đài cũng như các công trình kiến trúc khác ở chung quanh, hình ảnh con phụng được dùng nhiều để trang trí, vì con phụng tượng trưng cho đàn bà, ở đây là các nữ thần. Nó cũng được dùng để trang trí rất nhiều trên các đồ tự khí.
Phần lớn các đồ thờ quý báu ở Minh Kính Đài đều ghi rõ là làm ra dưới thời vua Đồng Khánh. Nhìn chung thì thấy trang hoàng rất bề bộn, nhưng có nhiều thứ lạ mắt đối với người xem.

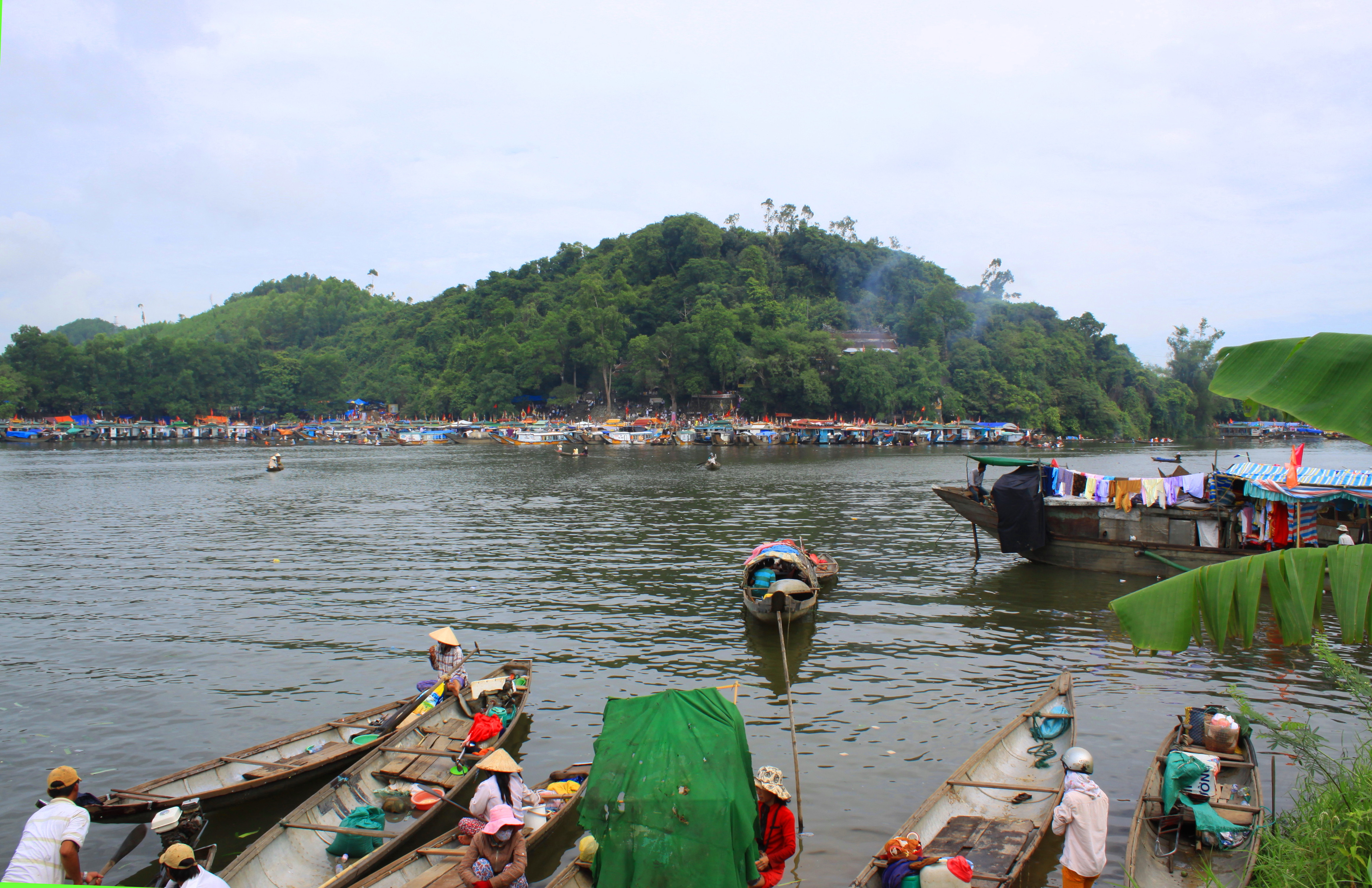
Điện Hòn Chén nhìn từ sông Hương

## Giá trị
Điện Hòn Chén ngoài giá trị là một nơi phục vụ tín ngưỡng, tâm linh tôn linh tôn giáo mà nó là một trong những điểm thu hút khách tham quan. Chính kiến trúc của đền cùng với dòng sông, làng mạc, núi non, tạo nên cho bức tranh của điện Hòn Chén thêm hữu tình.
Gần nhất bên phải là hòn núi Kim Phụng uy nghi đồ sộ. Ngay bên trái đền, vách đá cheo leo trên bờ dốc thẳm, cùng với tượng cọp trừng mắt, dường như được dùng làm mối nguy hiểm đe dọa thường xuyên đối với những người yếu bóng vía và làm tăng thêm vẻ linh thiêng thần bí của các thần thánh đối với "con tôi đệ tử" của Thiên Tiên Thánh Giáo.
Có một điều thú vị nữa đối với du khách, nhất là các nhà nghiên cứu dân tộc học, là trong khi ở Hổ Quyền bên kia sông Hương, con cọp phải đưa ra đấu trường để bị tiêu diệt, thì ở điện Hòn Chén bên này sông, con cọp lại được thờ cúng kính cẩn như một vị thần linh. Một sự khác nhau rất lớn khiến cho con cọp bên trong đền được nâng lên là một vị thần tương tự con " Bạch Hổ" của miền Nam mà người người tôn thờ.
Điện Hòn Chén là ngôi điện duy nhất có một vị trí quan trọng trong đời sống tâm linh của người dân xứ Huế và đó cũng là ngôi điện duy nhất ở Huế có sự kết hợp giữa nghi thức cung đình và tín ngưỡng dân gian; giữa lễ hội và đồng bóng; giữa văn hóa tâm linh và mê tín dị đoan. Đây cũng là nơi trang trí mỹ thuật đạt đến đỉnh cao vào cuối thế kỷ 19. Điện còn là sự pha trộn của nhiều tín ngưỡng tôn giáo mang sắc thái đa dạng.
Điện Hòn Chén không chỉ là một di tích lịch sử và tôn giáo mà còn là một thắng cảnh, một điểm tham quan văn hóa độc đáo thu hút hàng ngàn khách tham quan, nhất là vào dịp lễ hội tháng 3 và tháng 7 Âm lịch hàng năm.

## Lễ hội Điện Hòn Chén

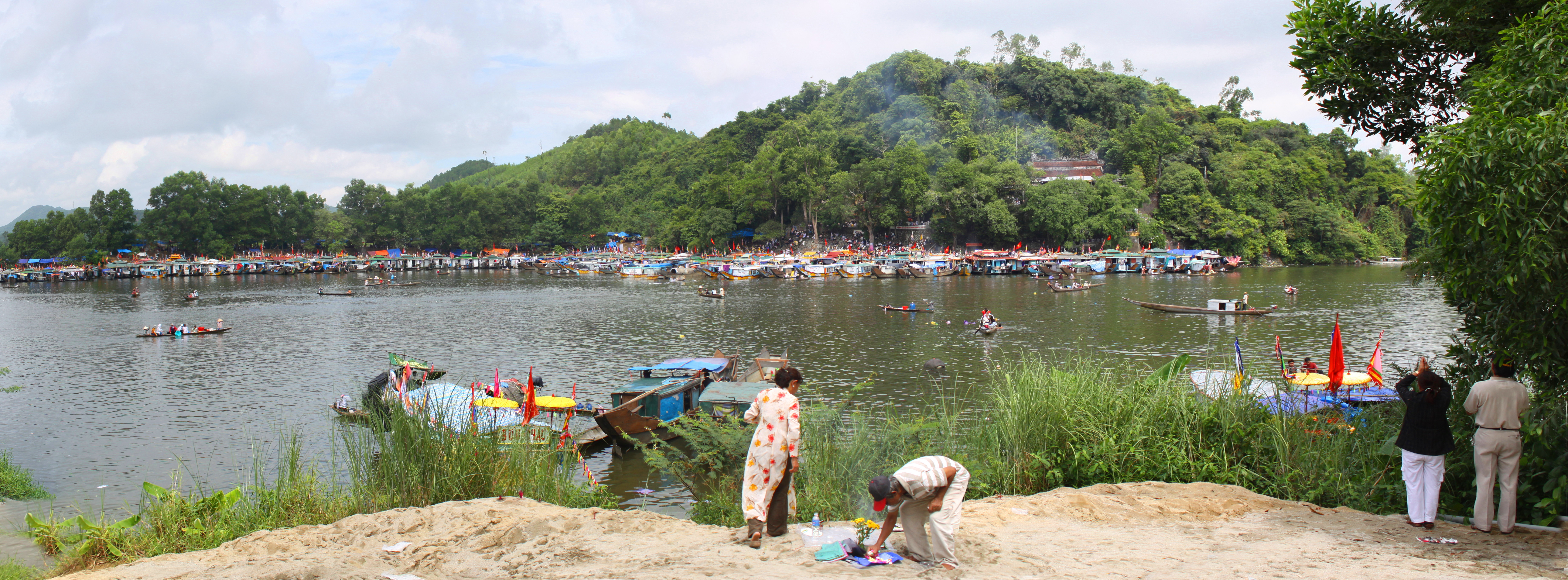
Toàn cảnh lễ hội

Điện Hòn Chén thờ Thánh mẫu Thiên Y A Na, từ thế kỷ 16, hàng năm cử hành lễ hội vào hai kỳ: tháng ba và tháng bảy.
Tại Huế, Thánh Mẫu được thờ tại điện Hòn Chén, làng Hải Cát, huyện Hương Trà. Nghi lễ tại Điện Hòn Chén rất long trọng. Dân làng tổ chức tế tại đình, trước ngày chánh tế có lễ nghinh thần để rước tất cả các vị thần trong làng về đình. Đám rước Thiên Y A Na Thánh Mẫu từ Huệ Nam đến đình làng Hải Cát tổ chức trọng thể hơn cả.
Lễ hội giống như một festival về văn hóa dân gian trên sông Hương, tấp nập những chiếc "bằng" (thuyền kết đôi) với cờ phướn, hương án đủ màu sắc, hành hương về điện Hòn Chén, nơi thờ Thánh Mẫu. Tại khu vực điện sẽ diễn ra Thánh Mẫu tuần du làng Hải Cát, lễ tế làng Hải Cát, lễ cung nghinh Thánh Mẫu hồi loan về điện, lễ phóng sanh, phóng đăng...
Đám rước cử hành trên những chiếc "bằng". Trên mỗi bằng có bàn thờ Thánh Mẫu cùng với long kiệu. Trên long kiệu có hòm sắc của vua ban Thánh Mẫu, liền kế đó là một bằng khác có bàn thờ, kiệu và hòm sắc của nhị vị Thượng Ngàn và Thủy Cung Thánh Mẫu. Sau đó là những chiếc bằng chở các tự khí, tàn tán cờ quạt.
Long kiệu của Thánh Mẫu là kiệu thêu, do các trinh nữ ăn mặc sặc sỡ khiêng, còn các bà, người mang bình hương, ống trầu, bình trà, hòm đựng đồ trang sức, kẻ mang cờ, biển, tàn, lọng, gối, quạt... Các thanh niên thì vác các đồ lễ bộ, bát bửu và các tự khí khác. Đám rước đầy màu sắc rực rỡ, không khí trang nghiêm. Khi đoàn ghé bến, đám rước chuyển từ sông lên bộ, đi cho đến đình làng Hải Cát, có phường bát âm đi sau kiệu.

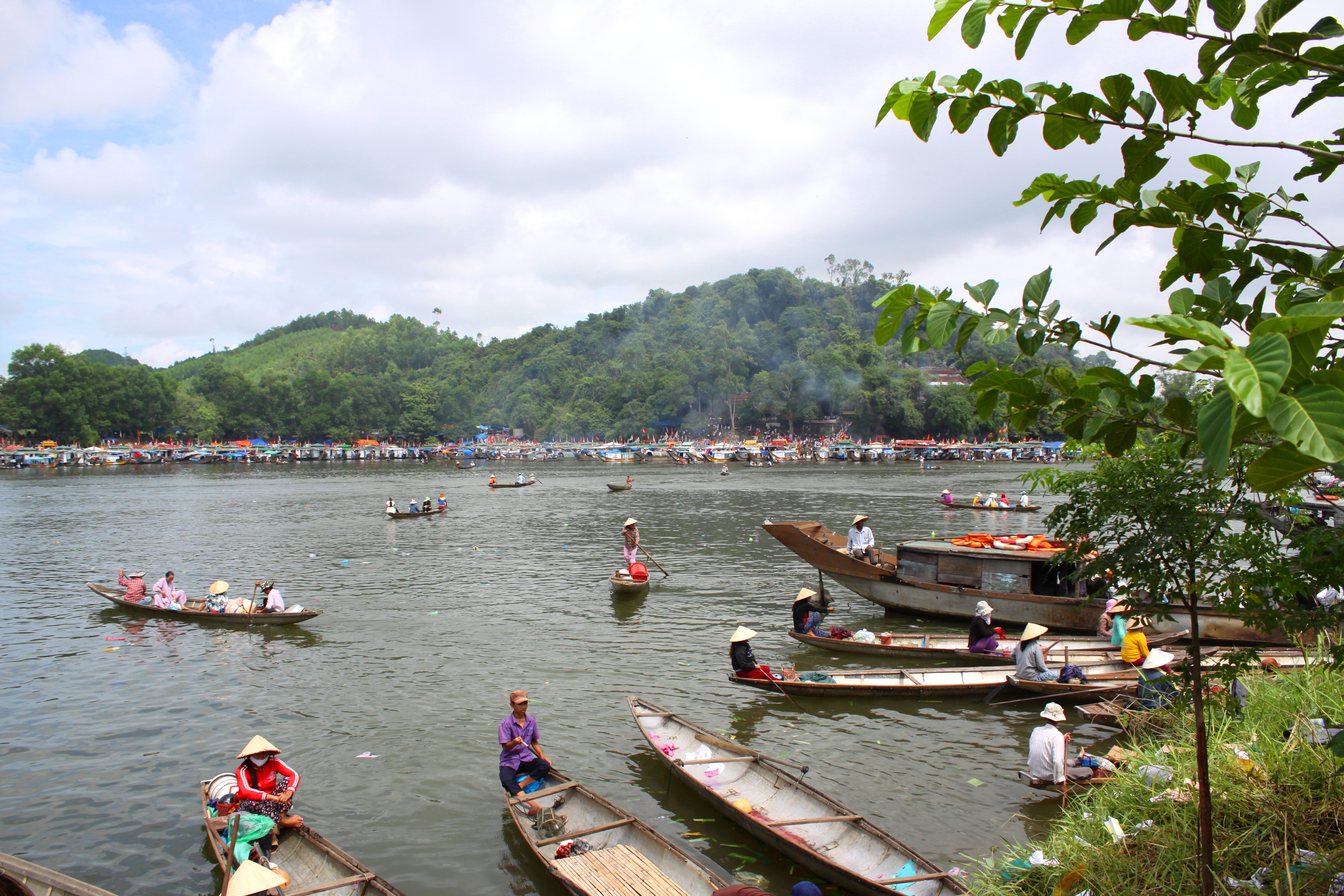
Lễ hội tháng 7 âm lịch năm 2012

Trong lúc đoàn bằng khởi hành từ bến trước Huệ Nam điện, các bà đồng đã cùng nhau lên đồng ngay ở chiếc bằng có bàn thờ Thượng Thiên Thánh Mẫu. Những cuộc lên đồng hầu bóng tiếp tục cho đến khi đoàn bằng đi tới bờ, nơi đám rước chuyển từ sông lên bộ. Những cuộc lên đồng có bàn thờ Thượng Thiên Thánh Mẫu. Những cuộc lên đồng hầu bóng tiếp tục cho đến khi đoàn bằng đi tới bờ, nơi đám rước chuyển từ sông lên bộ.
Dân làng đi theo đám rước cùng với các thiện nam tín nữ. Nghinh thần xong, dân làng làm lễ Túc Yết (tức yết kiến kính trọng) theo nghi thức cổ truyền.
Suốt đêm, trên mặt sông Hương và có khi ở trước đình làng là các cuộc hát thờ, hầu đồng, hầu bóng. Sáng ngày hôm sau là lễ chánh tế, tổ chức từ 02g – 05g00 sáng. Sau đó là lễ Tống thấn. Mặt sông Hương lại bùng lên với âm nhạc, pháo nổ tưng bừng, hàng trăm chiếc thuyền, bằng chen chúc, những bộ lễ phục rực rỡ.
Trải qua những thăng trầm lịch sử, những năm gần đây lễ hội này đã được phục hồi theo các tập tục truyền thống mang đậm màu sắc văn hóa dân gian địa phương. Lễ hội điện Hòn Chén còn được gọi là Lễ Vía Mẹ, không chỉ là của những tín đồ Thiên Tiên Thanh Giáo, mà còn là của những người theo đạo thờ Mẹ, đạo hiếu, đạo làm người. Theo ý nghĩa đó, việc phục hồi lễ hội điện Hòn Chén là phục hồi một giá trị văn hóa truyền thống.
Lễ hội không chỉ dừng lại là một lễ hội văn hóa dân gian mà nó còn thu hút một lớn số lượng du khách trong nước lẫn nước ngoài. Lễ hội pha trộn nhiều màu sắc tín ngưỡng và không phân biệt tín ngưỡng, lễ hội đưa mọi người đến gần nhau hơn.
Đến thăm thành phố Huế đúng dịp diễn ra lễ hội, xuôi thuyền ngược dòng Hương Giang đến núi Hòn Chén, du khách sẽ được tham gia vào lễ tế điện Hòn Chén. Vậy mới biết, sức hút của Huế không chỉ ở những công trình đền đài lăng tẩm, mà còn có cả những lễ hội linh thiêng như lễ điện Hòn Chén hằng năm.